# Bianca Recanati
Bianca Recanati (Rosario, 14 de octubre de 1998) es una futbolista argentina en Club Atlético Platense de la Primera División A; su posición en el campo de juego es volante.

## Trayectoria
Newell´s Old Boys
Bianca hace su debut profesional en el equipo de Rosario en 2018, jugando la Liga Rosarina de la Asociación Rosarina de Fútbol. En su primera presentación en la Liga terminaron en el segundo puesto.
En 2018 recibió un reconocimiento como deportista destacada por parte de la Municipalidad de Armstrong (Santa Fe, Argentina).
Club Atlético Boca Juniors
Al año siguiente integró el plantel profesional de fútbol femenino del Club Atlético Boca Juniors.
El 31 de enero de 2020 se llevaría a cabo en la provincia de San Luis el Torneo de Verano que se disputó como un cuadrangular que incluyó a Boca, River y a la Selección de San Luis. "Las Gladiadoras" se coronaron campeonas tras vencer por 2-0 a "Las Millonarias" en el estadio La Pedrera.
El 19 de enero de 2021, se llevó a cabo la primera final en la era profesional de fútbol femenino de Argentina por el Torneo Transición 2020 en el Estadio José Amalfitani. La final se definió con el superclásico argentino, enfrentándose Boca Juniors contra River Plate. "Las Gladiadoras" golearon 7-0 a las "Millonarias", y así lograron su título número 25 y quedaron en la historia como las primeras campeonas en la era profesional.
El domingo 5 de diciembre, las jugadoras del club de La Ribera se consagraron campeonas por segunda vez en el profesionalismo. En esta ocasión obtuvieron el torneo Clausura 2021 o Torneo Femenino YPF.
Mismo año juega la Copa Libertadores con el equipo de la Ribera. 
Orobica Calcio Bergamo
Entre fines de 2021 y principios de 2022 hizo su primera experiencia en el exterior, jugando para Orobica Calcio Bergamo, una asociación deportiva de fútbol femenino amateur con sede en Bérgamo, Italia.
Club Atlético Boca Juniors
Retoma al fútbol argentino en 2022, ganando la Copa Federal y logrando la clasificación para la próxima Copa Libertadores 2023.
Club Deportivo UAI Urquiza
El 2 de enero de 2023 se hace oficial su pase al Club Deportivo UAI Urquiza. Es año logra el subcampeonato del Torneo AFA, contra su último club.
Newell´s Old Boys
En la temporada 2024-2025 llegó al club rosarino, alcanzando el quinto puesto.
En 2025 se consagraron en el torneo de Primera División y la Copa Federal.    
Platense
A mediados de 2025, se fue a préstamo por seis meses al Calamar.    